# وات‌سنج بازتابی کیمبریج
وات سنج بازتابی کیمبریج نوعی وات سنج دینامومتری دقیق است که در آن از هسته های نیکل-آهنی استفاده می شود. تمام مجموعۀ پیچک متحرک را هسته نیکل-آهن احاطه می کند بنابراین حفاظ دهی الکتریکی خوبی فراهم می کند. چون مقاومت مغناطیسی قسمت های آهنی ناچیز است و مقاومت مغناطیسی مدار مغناطیسی را کلاً آهن فراهم می کند، بنابراین اثرهای پسماند ناچیز است. با مورق کردن هسته ها اتلاف های جریان گردابی کاهش می یابد. با وصل کردن خازنی به دو سر بخشی از مقاومت مدار پیچک فشار می توان اتلاف های جریان فوکویی را در گسترۀ وسیعی از بسامد جبران کرد.